# Fontenay-près-Vézelay
Fontenay-près-Vézelay es una localidad y comuna francesa situada en la región de Borgoña, departamento de Yonne, en el distrito de Avallon y cantón de Vézelay.

## Demografía
| 255 | 207 | 182 | 179 | 158 | 131 | 166 |
| Para los censos de 1962 a 1999 la población legal corresponde a la población sin duplicidades (Fuente: INSEE [Consultar]) |     |     |     |     |     |     |